# Manandonita
La manandonita es un mineral de la clase de los filosilicatos, y dentro de esta pertenece al llamado "grupo de la serpentina". Fue descubierta en 1912 en el valle del río Manandona, en la provincia de Antananarivo (Madagascar), siendo nombrada por el lugar donde se encontró.

## Características químicas
Químicamente es un filosilicato de litio, con la sílice sustituida en parte por aluminio y borato dando un complejo aluminio-borato-silicato. La estructura en lámina de filosilicato tiene la proporción atómica para ser de anillos de 6 tetraedros de sílice, aunque parece que está dispuesta en capas alternas de anillos de 4 y 8 tetraedros.
Es el análogo con litio y boro del mineral amesita (Mg2Al(SiAl)O5(OH)4), otro de los del grupo de la caolinita-serpentina.
Además de los elementos de su fórmula, suele llevar como impurezas: manganeso, magnesio, sodio, calcio, potasio y agua.

## Formación y yacimientos
Se encontró por primera vez en Madagascar en una roca pegmatita compleja con cuarzo, microclina y turmalina, incluidas en dolomitas. Aparece como secundario en cavidades que se abren en dichas pegmatitas por corrosión.
Suele encontrarse asociado a otros minerales como: elbaíta, cuarzo, microclina o albita.